# Playa de La Ribera
La playa de La Ribera se encuentra en la Costa Central asturiana, en la localidad de Luanco, en el concejo de Gozón, comunidad autónoma del Principado de Asturias, España, no presentando ningún tipo de protección medioambiental.

## Descripción
La  playa de La Ribera presenta forma de concha, estando comunicada con la Playa de Luanco mediante un paseo marítimo que recorre toda la zona comprendida entre el  viejo puerto de Luanco hasta las nuevas instalaciones del actual puerto deportivo. No presenta mucha afluencia de bañistas, ni en verano, debido a que desaparece durante la pleamar.
Pese a tener un lecho arenoso, presenta, en su vertiente  oriental, afloramientos rocosos. Se le conoce a la zona con los nombres de  Samarincha y Samarinchon, siendo dos auténticos pedreros.  La Samarincha,  de unos 50 metros, desaparece con la pleamar, y en él se ubicaba durante la Edad Media el antiguo Puerto Ballenero de Luanco. Más tarde se instaló en él un balneario, "La Rosario".
Actualmente la playa de La Ribera es utilizada para celebrar anualmente el Torneo Internacional de Tenis "Playa de Luanco", único en el mundo que se  disputa en pista de arena de playa.

## Servicios
Como servicios aunque no presenta lavabos, si tiene duchas, sí tiene papeleras, servicio de limpieza, oficina de turismo, establecimientos de bebidas y comidas, e incluso teléfono público. Pese a todo no tiene  señalización de peligro, y, ni en verano,  de un puesto de auxilio y salvamento.